# Sharon Lawrence
Pour les articles homonymes, voir Lawrence.
Sharon Lawrence est une actrice, danseuse, chanteuse et productrice américaine, née le 29 juin 1961 à Charlotte, Caroline du Nord (États-Unis).

## Biographie
Sharon Lawrence est née le 29 juin 1961 à Charlotte, Caroline du Nord (États-Unis). Ses parents sont Tom et Earlyn Lawrence.

### Vie privée
Elle est mariée à Tom Apostle, un médecin, depuis 2002.

## Filmographie

### Cinéma

#### Longs métrages
- 1994 : Bloodfist V : Human Target de Jeff Yonis : Une femme à la bijouterie
- 1997 : Tennessee Valley (The Only Thrill) de Peter Masterson : Joleen Quillet
- 2000 : Fausses rumeurs (Gossip) de Davis Guggenheim : Détective Kelly
- 2004 : Les Ex de mon mec (Little Black Book) de Nick Hurran : La mère
- 2005 : Nearing Grace de Rick Rosenthal : Mme Ash
- 2006 : The Alibi de Matt Checkowski et Kurt Mattila : Judith Hatch
- 2012 : Middle of Nowhere de Ava DuVernay : Fraine
- 2013 : Jimmy de Mark Freiburger : Juge Robinson
- 2014 : Born to Race 2 : Fast Track de Alex Ranarivelo : Madame Dalton
- 2014 : Grace de Cindy Joy Goggins : Sonia
- 2014 : Una Vida: A Fable of Music and the Mind de Richie Adams : Angela Cruz
- 2015 : Prémonitions (Solace) d'Afonso Poyart : Mme Ellis
- 2015 : Perception de Landon Williams : Katherine Stenson
- 2017 : Deidra & Laney Rob a Train de Sydney Freeland : Veronica

#### Courts métrages
- 2003 : Fly Cherry de Michele Greene : La mère de Cherry
- 2004 : D-Minus de Rupert Sanders : Susan
- 2005 : I? de Wade Robson : Karen
- 2006 : Fool Me Once de Paco Farias : Maureen
- 2011 : Talker de Perry Lang : Mary
- 2012 : iVOTE de Rob Adler : Marni
- 2012 : The Visit de Fara Pasarell : Ginny
- 2014 : Somebody's Mother de Mandy Fabian : Alice
- 2014 : The Bridge Partner de Gabriel Olson : Olivia Korhonen
- 2015 : If I Could Tell You de Clyde Brothers : Sara Linda
- 2017 : Home de Russell Simpson : Margaret Sullivan
- 2017 : Penny & Paul de Brian Rawlins : Barb (voix)
- 2020 : A Small Family Affair de Barbara Stepansky : Lorraine Heller
- 2020 : Brothers de Julia Coulter :

### Télévision

#### Séries télévisées
- 1993 : Cheers : Rachel
- 1993 : Beverly Hills 90210 : Paulette
- 1994-1999 : New York Police Blues (NYPD Blue) : Sylvia Costas
- 1995 : Star Trek: Voyager : Amelia Earhart
- 1996 : Caroline in the City : Maddie
- 1997-1998 : Fired Up : Gwen Leonard
- 1999 : Aftershock : Tremblement de terre à New York (Aftershock : Earthquake in New York) : Dori Thorell
- 1999-2001 : Un homme à femmes (Ladies Man) : Donna Stiles
- 2001-2002 : Wolf Lake : Vivian Cates
- 2002 : New York, unité spéciale (Law and Order : Special Victims Unit) (saison 4, épisode 1) : Maggie Peterson
- 2002 : Philly : Tabitha Davenport
- 2004 : Amy (Judging Amy) : Andrea Adelstein
- 2004 : Boston Justice : Juge Rita Sharpley
- 2005 : Desperate Housewives : Maisy Gibbons
- 2006-2008 : Monk : Linda Fusco
- 2007 : Hidden Palms : Enfer au paradis (Hidden Palms) : Tess Wiatt
- 2008-2009 : Privileged : Shelby
- 2009 : Grey's Anatomy : Robbie Stevens
- 2009 : Ghost Whisperer : Elena Bancroft (saison 4, épisode 11)
- 2009 : Larry et son nombril (Curb Your Enthusiasm) : Dr Trundle
- 2009 : The Line : Jayne
- 2009-2013 : Drop Dead Diva : Bobbie Dobkins
- 2010 : Mentalist : Melba Walker Shannon
- 2010-2011 : Les Frères Scott (One Tree Hill) : Sylvia Baker
- 2011 : The Glades : Georgia Lancer
- 2012 : Chasing The Hill: Maire Rachel Lewis
- 2012 : BlackBoxTV : Debrah Stratford
- 2012-2016 : Rizzoli and Isles : Dr Hope Martin
- 2013 : Body of Proof : Julia Stone
- 2014 : Matador : Emily Taft
- 2015 : Blunt Talk : Sophie
- 2016 : Game of Silence : Diana Stockman
- 2016 : Devious Maids : Lori
- 2016 : I Like You Just the Way I Am : Debbie
- 2016 : Blue Bloods : Christine Sanders
- 2016-2019 : Shameless : Margo
- 2017 : Le Dernier Seigneur (The Last Tycoon) : Frances Goldwyn
- 2017 : The Ranch : Brenda
- 2017 : Queen Sugar : Lorna Prescott
- 2017-2018 : Me, Myself and I : Eleanor
- 2018 : Murder (How to Get Away with Murder) : Ingrid Egan
- 2018-2022 : Dynastie : Laura Van Kirk
- 2019 : On Becoming a God in Central Florida: Louise Garbeau
- 2019-2020 : Esprits criminels (Criminal Minds) : Roberta Lynch
- 2020 : Home Before Dark : Carol Collins
- 2020 : Los Angeles : Bad Girls : Gloria Walker
- 2020 : The Gaze : No Homo : Miranda Cryer
- 2021 : Punky Brewster : Susan
- 2021 : Rebel : Angela Foyer
- depuis 2021 : Joe Pickett : Missy

#### Téléfilms
- 1994 : Le Prix de la vengeance (The Price of Vengeance: In the Line of Duty)
- 1994 : Les Soupçons d'une mère (Someone She Knows) d'Eric Laneuville : Sharon
- 1994 : Un chien peut en cacher un autre (en) (The Shaggy Dog) : Beth Daniels
- 1995 : Photo sans identité (en) (The Face on the Milk Carton) : Sada Sands
- 1995 : Heidi, jour après jour (The Heidi Chronicles) de Paul Bogart : Jill
- 1995 : Au bénéfice du doute (Degree of Guilt) de Mike Robe : Mary Carelli
- 1996 : Jeunesse volée (A Friend's Betrayal) de Christopher Leitch : Nina Talbert
- 1996 : Hantée (en) (The Uninvited) : Pattie Johnson
- 1997 : Five Desperate Hours : Clair Ballard
- 1999 : Le Cœur à l'écoute (Blue Moon) : Cass Medieros
- 2002 : Alerte maximum (en) (Atomic Twister) : Corrine Maguire
- 2003 : La chute des héros (en) (Word of Honor) : Marcy McClure Tyson
- 2006 : Pour sauver ma fille (Augusta, Gone) de Tim Matheson : Martha Tod Dudman
- 2008 : The Capture of the Green River Killer de Norma Bailey : Fiona Remus
- 2012 : The Nuclear Family de Kyle Rankin : Karen
- 2014 : L'Engrenage de l'anorexie (Starving in Suburbia Thinspiration) de Tara Miele : Dr Klein
- 2016 : Les Enfants de Noël (Hearts of Christmas) de Monika Mitchell : Alice Shelby
- 2018 : Un Noël rouge comme l'amour (Poinsettias for Christmas) de Christie Will Wolf : Katherine Palmer
- 2019 : Une romance de Noël en sucre d'orge (Merry & Bright) de Gary Yates : Joy Merriwether
- 2020 : La Vie à portée de main (The Lost Husband) : Marsha
- 2020 : Noël chez les Mitchell (The Christmas House) : Phylis Mitchell
- 2021 : The Christmas House 2 : Deck Those Halls : Phylis Mitchell

## Voix francophones
En France, Pascale Vital est la voix régulière de Sharon Lawrence, l'ayant doublée à treize occasions. Martine Irzenski et Céline Monsarrat l'ont également doublée respectivement à huit et six reprises.